# Сватантра
Сватантра (хинди स्वतंत्र पार्टी), Свободная партия — индийская правая политическая партия 1959—1974 годов. Стояла на позициях политического консерватизма и экономического либерализма. В 1960-х являлась основной силой правой оппозиции ИНК. В 1970-х в основном утратила влияние и влилась в партию Бхаратия лок дал. Идеология и программа Сватантры отразилась в позициях партий Джаната и Лок сатта.

## Причины создания
К концу 1950-х годов в политике правящей партии Индийский национальный конгресс (ИНК) чётко обозначились тенденции этатизма и государственного социализма. Это вызывало недовольство и противодействие в различных группах индийского общества, в том числе традиционной аристократии и крупных собственников. Консервативные наследники князей были недовольны усилением централизованного госаппарата, либеральная буржуазия — активным государственным регулированием экономики. Эти слои начали консолидироваться в политическую организацию.
Основателем партии стал авторитетный политик Чакраварти Раджгопалачария — последний генерал-губернатор Индии, активный участник борьбы за независимость, соратник и родственник (сват) Махатмы Ганди, в прошлом видный деятель ИНК.

## Идеология и структура
Покинув ряды правящей партии, Раджгопалачария в 1959 организовал Сватантру. Идейно-политические установки партии формулировались в его программной статье Сохранить свободу. Тезисы были выдержаны в духе экономического либерализма, антикоммунизма и традиционной индийской философии.

Сватантра выступает в защиту отдельного гражданина от растущих посягательств государства. Это ответ на вызов со стороны так называемого социализма партии Конгресса. Мы убеждены, что социальная справедливость и благосостояние достигаются поощрением индивидуального интереса и предпринимательства, а не государственной собственностью и государственным контролем. Бюрократическое управление ведёт к потере стимулов и растрате ресурсов…

Новая партия противостоит тенденциям Конгресса принять идеологию коммунистов. Сватантра считает, что переход на сторону врага — это сдача, а не самозащита… Партия не считает, что принуждение и насилие, возникшее в некоторых странах на основе коммунизма, способствует счастью людей. Нравственное чувство велит устанавливать равенство, не разрушая свободу…

Миллионы, составляющие нашу нацию, руководствуются чувством дхармы и голосом совести. Мы видим многочисленные благотворительные фонды, которые родились из чувства дхармы, без какого-либо государственного принуждения. Лозунги же социалистов возрождают крепостничество.

Циники ошибаются. Внешние законы, поддерживающие порядок, обращены к преступникам. Нормальная жизнь зависит от внутренних нравственных законов. Они строятся на дхарме, а не на зыбком песке материальной заинтересованности и погони за голосами ради обретения власти.

Чакраварти Раджгопалачария

Социальной основой Сватантры выступала коалиция городского предпринимательства, сельского аристократического землевладения, некоторых групп интеллигенции и традиционалистски настроенных наёмных работников. Для руководства партии были характерны такие фигуры, как известный архитектор Пилу Моди, дочь джайпурского махараджи Гаятри Деви, бывший губернатор Уттар-Прадеша писатель и юрист Канайялал Мунши, писатель Мариадас Рутхнасвами, адвокат Мину Масани, идеолог крестьянского движения Гогинени Ранга, журналист Синганаллур Раджу, государственный советник Ваппала Менон.
Многие лидеры и активисты в создании мозгового центра Индийская либеральная группа. Некоторые из них, в частности, Масани и Раджу, начинали как социалисты и даже коммунисты, но разочаровались в этих идеях под воздействием реалий сталинизма.
В 1960-е годы Сватантра являлась главной партией индийской правой оппозиции. При этом в её идеологии и политике превалировали социальные мотивы — а не этноконфессиональные, как в РСС или в партии Бхаратия джан сангх. В качестве социальной модели для Индии предлагался опыт послевоенной Японии.
Организационная структура Сватантры отличалась гибкостью и принципиальным отсутствием уставного принуждения. По словам Раджгопалачарии, «Сватантра принципиально отходит об обычных методов политических партий». Каждый член партии имел право выступать и голосовать по собственному разумению.
ИНК резко критиковал Сватантру как «партию толстосумов и заминдаров». Это не вполне справедливо в том смысле, что крупный капитал и землевладельцы в большей степени ориентировались на правящую партию. Однако в общем и целом блок консервативной аристократии и либеральной буржуазии действительно определял лицо Сватантры.

## Электоральные результаты
Партия трижды принимала участие в выборах — в 1962, 1967 и 1971 годах. Выступала в той или иной форме альянса с Джан сангх и Акали дал.
На выборах 1962 Сватантра собрала 7,89% и получила 18 мандатов. Это было третьим результатом после ИНК и КПИ. Сватантра оказалась ведущей силой правой оппозиции.
На выборах 1967 партия несколько улучшила результат — 8,67 % и вышла на второе место по количеству мандатов — 44 (хотя Джан сангх собрал несколько больше голосов — 9,31 %).
К выборам 1971 влияние партии резко упало — 3,07 % и 8 мандатов — несмотря на выступление в коалиции с Джан сангх, социалистическими партиями Джорджа Фернандеса и Джаяпракаша Нараяна и партией ИНК(О), созданной оппозиционными конгрессистами Кумарасами Камараджа и Морарджи Десаи. Интересно, что принципиальный антисоциализм Сватантры не мешал союзу с такими социалистами, как Фернандес и Нараян.
Сватантра находилась в жёсткой оппозиции Индире Ганди. Особенный протест вызвало решение правительства Ганди о национализации банков. Партия выступала против «династического правления» и административной централизации, за рыночную экономику, неприкосновенность частной собственности, парламентаризм и гражданско-политические свободы. Внешнеполитические концепции Сватантры формулировались менее чётко, но в целом предполагали дружественные связи с Западом. Характерно, что в 1961 году Раджгопалачария осудил силовое присоединение Гоа, которое посчитал нарушением моральных норм.
В 1972 году Чакраварти Раджгопалачария скончался. Сватантру возглавил Пилу Моди. Однако потеря лидера-основателя стала сильнейшим ударом по партии.

## Прекращение и продолжение
На фоне обострения политической ситуации в 1974 произошла консолидация оппозиционных сил. По инициативе Чарана Сингха была создана партия Бхаратия лок дал (БЛД, Индийская народная партия). В неё вошли партия Чарана Сингха Бхаратия кранти дал (Индийская революционная партия), несколько социалистических партий, федералистская партия Уткальский конгресс и Сватантра.
Сторонники и союзники бывшей Сватантры подвергались преследованиям в период чрезвычайного положения.
В 1977 году БЛД выступил соучредителем партии Джаната, отстранившей ИНК от власти на парламентских выборах.
Пилу Моди в 1978—1983 был депутатом Раджья сабха.
В 1996 Синганаллур Раджу попытался восстановить Сватантру, но получил отказ судебных инстанций на формально-процедурных основаниях.
Наследие Сватантры заметно в правоцентритской партии Лок сатта (Власть народа), созданной в 2006 году на базе одноимённого популистского движения. Лидер Лок сатта Джайя Пракаш Нараяна называет лидеров Сватантры «провидцами», распознавшими потребности развития в период, когда в мировом общественном сознании доминировали социалистические идеи.